# Visvaldas Račkauskas
Visvaldas Račkauskas (* 1957) ist ein litauischer Jurist sowie General-Polizeikommissar Litauens.

## Leben
Nach dem Abitur an der Mittelschule absolvierte er 1980 das Diplomstudium der Rechtswissenschaften an der Vilniaus universitetas.
Von 1980 bis 1991 arbeitete er als Inspektor am Innenministerium Litauens, von 1991 bis 1992 Mitarbeiter am Polizeidepartement, von 1992 bis 1993 Oberassistent und Leiter des Lehrstuhls an der Lietuvos policijos akademija.
Von 1993 bis 1997 war er stellv. Polizeigeneralkommissar, von  1997 bis 1998 Oberkommissar der Kriminalpolizei im Kommissariat Stadt Vilnius, von 1999 bis 2000 litauischer Polizeigeneralkommissar. Von 2001 bis 2003 arbeitete er in der Kommerzbank, von 2003 bis 2004 Berater von Rolandas Paksas, von 2004 bis 2007 Rechtsanwalt, von 2007 bis 2008 Berater des Ministerpräsidenten, von 2008 bis 2009 des Polizeigeneralkommissars, von 2009 bis 2011 stellv. Polizeigeneralkommissar.

## Auszeichnungen
- 1992: Sausio 13-osios atminimo medalis
- 1993: Waffe
- 1995: Gediminas-Orden[1].